# Довгопола Олена Карпівна
Олена Карпівна Довгопола (20 березня 1941, село Тернуватка Компаніївського району, тепер село Гордіївка Кропивницького району Кіровоградської області — 20 грудня 2015, село Гордіївка Компаніївського району, тепер Кропивницького району Кіровоградської області) — українська радянська діячка, доярка колгоспу імені Урицького Компаніївського району Кіровоградської області. Депутат Верховної Ради УРСР 10—11-го скликань.

## Біографія
Закінчила дев'ять класів сільської школи Компаніївського району Кіровоградської області.
У 1957—1960 роках — маляр житлово-комунальної контори тресту «Криворіжбуд» міста Кривого Рогу Дніпропетровської області.
З 1960 року — колгоспниця, доярка Гордіївської ферми колгоспу імені Урицького (центральна садиба в селі Першотравенка) Компаніївського району Кіровоградської області.
Освіта середня. Член КПРС з 1979 року.
Потім — на пенсії в селі Гордіївка Компаніївського району Кіровоградської області.

## Нагороди
- орден Жовтневої Революції (1983)
- два ордени Трудового Червоного Прапора (1973, 1976)
- Заслужений працівник сільського господарства Української РСР (1987)